# Federico Patellani

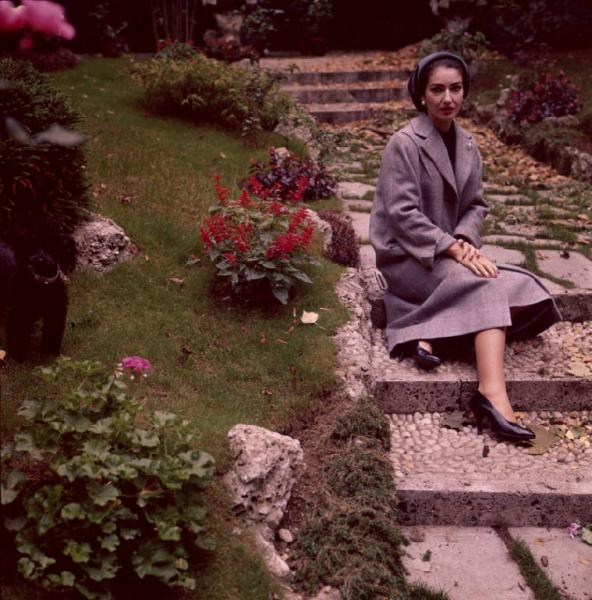
Maria Callas Milano, 1957

Federico Patellani (1. prosince 1911 v Monze – 10. února 1977 v Miláně) byl italský fotograf, filmový režisér, scenárista, malíř a právník.

## Životopis
Patellani vystudoval právo, zajímal se o literaturu a malířství, byl nasazen v Africe během své vojenské služby v roce 1935 a zveřejnil první fotografie z této cesty v časopise L'Ambrosiano. V roce 1939 začala dlouhodobá spolupráce s Il Tempo ; ve stejném roce Patellani koprodukoval film Maria Soldatiho Piccolo mondo antico. V letech 1940/1941 způsobily jeho válečné fotografie z Jugoslávie a Ruska senzaci, o dva roky později obrázky bombardovaného Milána.
Po dvou a půl letech, které strávil jako válečný zajatec ve Švýcarsku a půl roku u „Corriere Lombardo“ se vrátil do Tempa; jeho fotografie z poválečné Itálie, vzkvétajícího průmyslu, z voleb do Miss Italia  sociální podmínky na jihu se v té době objevily také v magazínech „Epoca“ a „Oggi“. V roce 1952 založil společnost „Pat Photo Pictures“ a poté pracoval na volné noze. Nová série fotografií o italském jihu měla velký úspěch. V roce 1953 ho Alberto Lattuada najal jako pomocného režiséra filmu La lupa ; v Turecku a Řecku Patellani pracoval poprvé pro televizi. Jako spolurežisér po boku Alda Buzziho natáčel celovečerní film o mayské kultuře America pagana natočený s amatérskými herci a dokumentárními stylistickými zařízeními, který byl cenzurován v září 1956. O tři roky později představil fotografie z africké cesty z Belgického Konga do Keni. Až do své poslední cesty na Cejlon v roce 1976 se jeho fotografie objevovaly v mnoha periodikách.

## Fotografie
Již jako spolupracovník milánského týdeníku Tempo upevnil Patellani svůj vztah s rotačním hlubotiskem pomocí zvláštních zpráv o nejdůležitějších událostech, které ovlivňovaly poválečnou Itálii. Činil tak porušováním tradičních schémat italské fotožurnalistiky: fotografie se stala vysvětlujícím dokumentem události. Patellani podporoval „odlišnou“ fotografickou koncepci a interpretaci emocí, pomocí kterých byl schopen „zachytit“ živé, aktuální, pulzující „obrazy, zachytit pohyb a senzaci“. „Historickým“ příkladem je titulní obrázek „Tempa“ ze dne 15. června 1946 (č. 22), ve kterém jeden jediný snímek „dokumentuje“ zrození Italské republiky. Tento snímek představuje detail tváře krásné usměvavé dívky, která hlavou „prorazí“ první stránku Corriere della Sera, která oznamuje zrození republiky a která místo toho neobsahuje žádné další fotografie.
„Symbolická“ tvář Anny Iberti vložená na kopii Corriere della Sera se zprávami o výsledcích narození Italské republiky. Slavná fotografie byla pořízena pro týdeník Tempo (vydání z 15. června 1946) jako součást fotografování oslavujícího republiku a novou roli žen; byla také navržena na titulní stranu Corriere a později znovu použita v mnoha kampaních a plakátech.; fu proposta anche in prima pagina dallo stesso Corriere e in seguito riutilizzata in molte campagne e manifesti
Od té chvíle se Patellani stal referenčním fotoreportérem týdeníku, který nejprve vedl Alberto Mondadori a Indro Montanelli a předal jej Arturo Tofanellimu. Od roku 1946 se fotograf zaměřil na některé reality jižní Itálie, které svými záběry dokumentoval pomalé zotavování otřesených a částečně zničených měst, stejně jako dělníků, kteří se reorganizovali, od pracovníků sulfaria po farmáře a rybáře.
V roce 1950 byla řada na Sardinii, která byla doposud zapomenutou italskou zemí. Na Sardinii umělec realizoval jménem Tempa čtyři exkluzivní reportáže, ke kterým také psal texty, s tématy od sociálních po antropologická: Carbonia «bývalé město / továrna fašistické nadace, zachycená ve stavu úpadku a demobilizace“, slavná byla černobílá fotografie, která v popředí zobrazuje tvář horníka plus tvář ostatních horníků, umístěná na různých podlažích s černými plochami zaprášenými uhelným prachem, na pozadí tmavě šedých mraků; Cagliari, kde dokumentoval semi-destrukci a ruiny města způsobené válkou; Sardinie a zejména její obnovení v Barbagii a nakonec záběry o krystalizaci pastorační a zemědělské společnosti ostrova v důkazech jejích archaických aspektů.
V roce 1952 Patellani založil vlastní fotografickou agenturu Pat Photo Pictures, která se brzy stala velkým archivem fotografií, které sám vytvořil v různých částech světa, a stala se zdrojem obrazové nabídky pro národní a mezinárodní noviny a vydavatelství. V témže roce pořídil reportáž pro Tempo v jižní Itálii s názvem Itálie magická, slavná se stala jedna z jeho fotografií o věštění z roztaveného olova hozeného do zmrzlé vody „udělej si sám“. V roce 1953 byl nejprve v Řecku a poté v Turecku pro snímky z archivu své agentury, poté se v roce 1954 vrátil do jižní Itálie, kde natočil dokumentární film Cesta do zemí Ulysses a Cesta do Magna Graecia pro televizi. V roce 1959 vznikly reportáže Paradise Black, pořízených ve střední Africe od Belgického Konga po Keňu a vydávaných časopisem Epoca. Také v roce 1959 zahájil fotograf z Monzy spolupráci s nejvýznamnějšími národními novinami své doby, jako jsou La Domenica del Corriere, Storia Illustrata, Atlante a Successo, s prodejem fotožurnalistických služeb z celého světa.
Mezitím Patellani také fotografoval „Obrozenou Itálii, která se pokusila zapomenout na svou vlastní nedávnou minulost“. Fotografoval intelektuály a členy kulturního světa, portrétoval významné osobnosti jako byli například: Giuseppe Ungaretti, Thomas Mann, Carlo Carrà, Ardengo Soffici, Elio Vittorini, Benedetto Croce, Alberto Savinio, Massimo Campigli, Bruno Munari, Mario Sironi, Eugenio Montale, Oreste Del Buono, Filippo de Pisis a celou řadu dalších. Fotografoval Miss Italia, soutěž krásy, která zvolila nejkrásnější dívku v Itálii. Postaral se o neobvyklé záběry a zcela inovativní aspekty, nikdy banální: záměrně „umělé“ pózy, které vyjadřují ironii. Bylo to také období, ve kterém fotografoval mnoho hvězd italské kinematografie.
Díky dlouholetému přátelství s několika významnými režiséry a producenty, jako byli Dino De Laurentis, Alberto Lattuada, Carlo Ponti nebo Federico Fellini, byl jedním z mála fotografů, kteří mohli volně působit na filmových scénách. Jeho fotografický archiv byl obohacen o neobvyklé záběry i „kompozicemi“: krásná Sophie Loren, romantická Ingrid Bergman ve snímku, který ukazuje jednu stranu její tváře vyfotografovanou na skalách s vlasy vlající ve větru, smyslná Silvana Mangano během natáčení filmu Mambo, Anna Magnani s napůl zavřenýma očima vystupující z vody, Lucia Bosè na soutěži Miss Italy a kontrola zubů novinářkou Ginou Lollobrigidou v regionálním kostýmu z ciociary bez rozpaků ukazující nohy (Miss Itálie – Stresa – 1947) a poté Totò s bílým ručníkem na obličeji „jako vodou po holení“, zamyšlený a zamračený Luchino Visconti v detailu během kouření. Vittorio De Sica s Cesare Zavattini Carla Del Poggio s Jeanem Gabinem, Federico Fellini a Giulietta Masina se přestrojili za Gelsominu v přestávce během natáčení filmu La strada, Kirk Douglas během natáčení Ulysses a mnoho dalších.
Kromě této důležité fáze Patellani pokračoval ve fotografování na všech kontinentech až do své smrti. V doprovodu svého syna Alda odcestoval do různých částí Zeměkoule, a to jak pro tematické zprávy, tak pro snímky toho, co již bylo podstatným a rozmanitým fotografickým archivem, od Keni a několika dalších afrických států po Mexiko, od Ekvádoru po Cejlon v roce 1976.

## Filmografie
- 1956: Amerika pagana

## Galerie

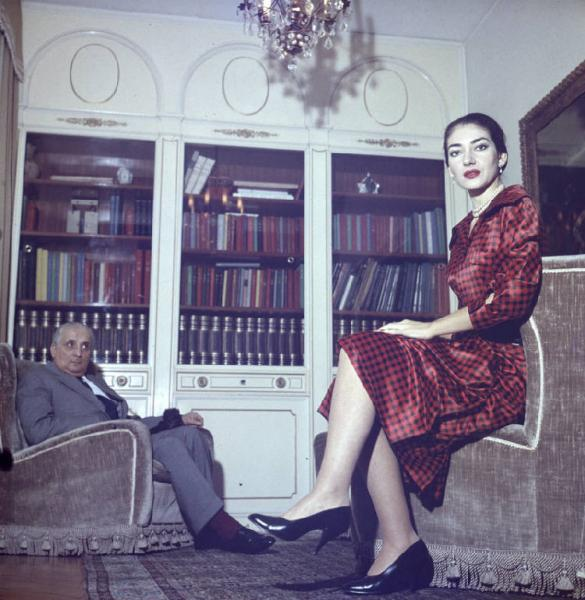
Callas Meneghini, 1957
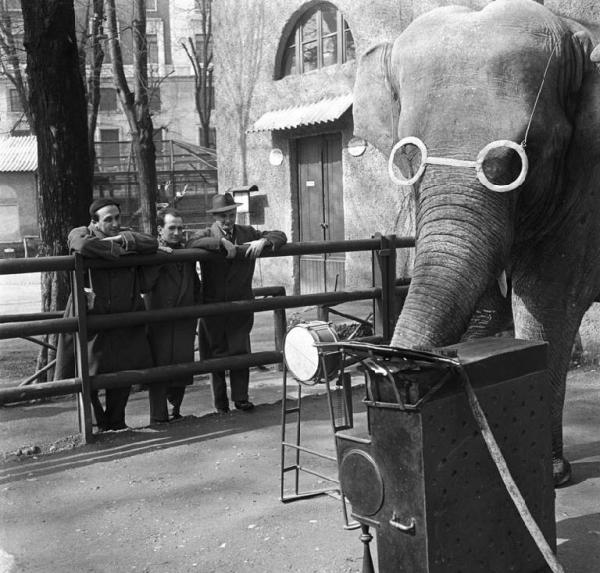
Gatto Del Buono Sereni Milano, 1951
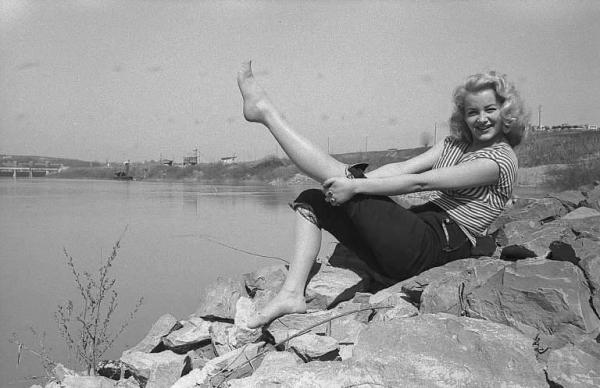
Maria Teresa Vianello, 1957
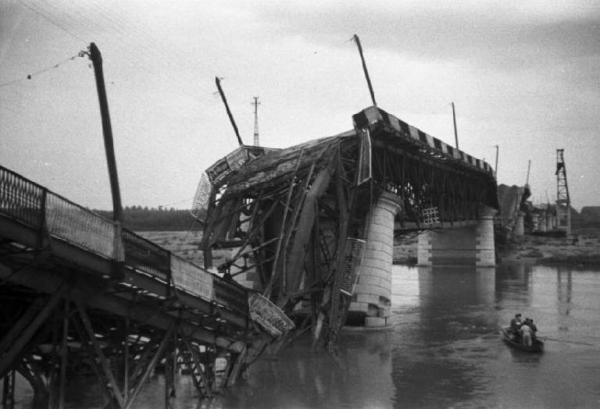
Piacenza ponte sul fiume Po distrutto dai bombardamenti, 1945